# Gi Group Spa
Gi Group SPA — итальянская кадровая компания в кадровой индустрии, штаб-квартира находится в Милане. Компания была основана в 1998году Стефано Колли Ланци. Gi Group является корпоративным членом Международной Конфедерации Занятости (бывший CIETT) — Ассоциации частных агентств занятости. Всемирной занятости. По собственным данным, общее количество сотрудников составляет почти 3 тысячи человек, официальные представительства и партнерские офисы открыты более чем в 40 странах.

## История
Gi Group была основана Стефано Колли Ланци в Италии в 1998 году. В 2004 году Группа приобрела сетевое агентство занятости компании Фиат, Worknet. Через год Группа начинает сотрудничество с лидером направления аутплейсмента — DBM Italia. Благодаря этим приобретениям, Gi Group становится первым среди кадровых агентств Италии, с оборотом в 360 млн евро и 180 филиалами в стране. В 2007 году Группа выходит на международный рынок — с покупки компаний в Германии и Польше. В 2008 году Générale Industrielle и Worknet объединяются в один бренд — Gi Group. Продолжается международная экспансия — открыты представительства в Китае, Франции, Бразилии, Испании и Индии. В 2007 году интернационализации процесс начинается с приобретения в Германии и Польше.
В 2008 году создана Gi Group. Международная экспансия продолжается с операции в Китае, Франции, Бразилии, Испании и Индии. В 2009 году Gi Group приходит на рынок Великобритании, Аргентины и Румынии, где приобретена Barnett McCall Recruitment.
В 2015 году частью корпорации становится аутсорсинговая компания Holomatica (штаб квартира в Бразилии). В 2016 году объявлено о покупке лидеров программ корпоративного образования TACK&TMI.